# أحمد إبراهيم أبوشوك
أحمد إبراهيم أبوشوك (1962)، مؤرخ متخصص في تاريخ السودان الحديث والمعاصر، وله اهتمامات واسعة بتاريخ الشرق الأوسط، وأفريقيا، وتاريخ الحركات الإصلاحية الإسلامية في جنوب شرق آسيا. وله دراسات مهمة في التراث السوداني والأدب الشعبي وسير الأعلام.

## النشأة والميلاد
ولد في العام 1962م بالولاية الشمالية محلية الدبة منطقة قنتي، درس مراحله الدراسية الأولى بمدرسة قنتي ثم مدرسة كورتي المتوسطة والثانوية، وتخرج من جامعة الخرطوم كلية الآداب. حصل على شهادة الدكتوراه في التاريخ من جامعة بيرجن، النرويج، سنة 1998م.

## وظائف أكاديمية
- نائب العميد للدراسات العليا والبحث العلمي، كلية معارف الوحي والعلوم الإنسانية، الجامعة الإسلامية العالمي ماليزيا (2007-2010).
- رئيس قسم التاريخ والحضارة، كلية معارف الوحي والعلوم الإنسانية، الجامعة الإسلامية العالمي ماليزيا (2004-2007).

## الإصدارات العلمية

### الكتب باللغة العربية
1. المؤرخ يوسف فضل حسن: رصانة الكسب وجزالة العطاء، الشارقة: معهد إفريقيا، 2023.
2. الثورة السودانية (2018-2019): مقاربة وثائقية-تحليلية في دوافعها، ومراحلها، وتحدياتها، الدوحة: المركز العربي للأبحاث ودراسة السياسات، 2021.
3. السودان: السلطة والتراث، الجزء 7، أم درمان: مركز عبد الكريم ميرغني الثقافي، 2020.
4. الشركة الإنجليزية-الفارسية وإمارات الخليج العربية: دراسة وثائقية، الدوحة: منتدى العلاقات العربية والدولية، 2019.
5. السودان: السلطة والتراث، الجزء 6، أم درمان: مركز عبد الكريم ميرغني الثقافي، 2018.
6. العمدة أحمد عمر كمبال (1915-1995): ملامح من تاريخ كورتي وشذرات من سيرة الرجل، الخرطوم: دار مدارك للطباعة والنشر، 2016.
7. السودان: السلطة والتراث، الجزء 5، أم درمان: مركز عبد الكريم ميرغني الثقافي، 2015.
8. الملك عبد العزيز آل سعود في مجلة المنار، نصوص وثائقية، 1898-1935، (تقديم وتحقيق) بيروت: دار العلمية للعلوم ناشرون، 2015م.
9. السودان: السلطة والتراث، الجزء 4، أم درمان: مركز عبد الكريم ميرغني الثقافي، 2012.
10. السودان: السلطة والتراث، الجزء 3، أم درمان: مركز عبد الكريم ميرغني الثقافي، 2010.
11. الانتخابات القومية في السودان 2010م: مقاربة تحليلية في مقدماتها ونتائجها، الدوحة: مركز الجزيرة للدراسات، 2012م.
12. السودان: السلطة والتراث، الجزء 2، أم درمان: مركز عبد الكريم ميرغني الثقافي، 2009.
13. التعليم العالي في العالم الإسلامي: الإدارة- المناهج- الجودة، (تقديم وتحرير بالاشتراك مع حسن أحمد إبراهيم)، كوالالمبور: مركز البحوث الجامعة الإسلامية العالمية-ماليزيا، 2009م.
14. الانتخابات البرلمانية في السودان 1953-1986م: مقاربة تاريخية-تحليلية، (بالاشتراك مع الفاتح عبد الله عبد السلام) أم درمان: مركز عبد الكريم ميرغني الثقافي، 2008م.
15. السودان: السلطة والتراث، الجزء 1، أم درمان: مركز عبد الكريم ميرغني الثقافي، 2008.
16. الآثار الكاملة لمجلة المنار عن جنوب شرق آسيا، (تقديم وتحقيق) مجلدين، كوالالمبور: مركز البحوث الجامعة الإسلامية العالمية-ماليزيا، 2006.
17. مذكرات يوسف ميخائيل: عن التركية والمهدية والحكم الثنائي في السودان، (تقديم وتحقيق) أم درمان: مركز عبد الكريم ميرغني الثقافي، 2004.
18. ابن خلدون وعلم التاريخ عند المسلمين، (تقديم وتحرير)، كوالالمبور: مركز البحوث الجامعة الإسلامية العالمية-ماليزيا، 2003.
19. الدكتور أ.ه. مارشال، 1949 تقرير عن الحكومة المحلية في السودان (تقديم وتعريب)، سلسلة الوثائق البريطانية (1940-1956)، تحرير محمود صالح عثمان صالح، المجلد الرابع، بيروت: شركة رياض الريس للكتب والنشر، 2002.
20. تاريخ حركة الإصلاح والإرشاد وشيخ الإرشاديين أحمد محمد السوركتي في إندونيسيا (تقديم وتحقيق)، كوالالمبور: مركز البحوث: الجامعة الإسلامية العالمية-ماليزيا، 2000م.
21. محمد إبراهيم أبوسليم، حققاً ومؤرخاً، أم درمان: مركز عبد الكريم ميرغني الثقافي، 1999م.[3]